# Пікульський Михайло Святославович
Михайло Святославович Пікульський (народився 10 квітня 1963 в Києві) — український хоровий та симфонічний диригент.

## Життєпис
Закінчив Київську державну консерваторію імені П. І. Чайковського (1989, факультет хорового диригування, клас професора Г. І. Ткаченко); 1994, факультет оперно-симфонічного диригування, клас професора Р. І. Кофмана).
2000–2002 – диригент Київського академічного театру оперети.
2002–2004 – головний диригент Іркутського Музичного театру, де здійснив постановки опери.
2004–2005 – головний диригент Івановського Музичного театру (м. Іваново, РФ), де здійснив постановки опери.
З 2010 — головний диригент симфонічного оркестру Київського інституту музики імені Р. М. Глієра, паралельно працює диригентом Академічного оркестру народної і популярної
музики НРКУ (2005).
Викладав у Київському державному інституті культури (1989–2000) диригування та фахові дисципліни. Був хормейстером академічного хору студентів (стаціонару).
З 2013 — художній керівник і головний диригент Академічного оркестру народної та популярної музики Українського радіо.

## Творчість
Здійснив постановки:
- Арнольд Шенберґ, «Місячний П'єро» (вірші Альбера Жиро), мелодрама для голосу та ансамблю (2001);
- Ґ. Доніцетті, опера «Дзвіночок»,
- І. Кальман, оперета «Містер Ікс»,
- П. І. Чайковський, балет «Лускунчик» (2004);
- К. Молчанов, опера «А зорі тут тихі»,
- Ц. Пуні, балет «Есмеральда» (2005);
- І Тараненко, мелодекламація для читця, хору, оркестру та електронного запису «Іван Вишенський» (2007).